# Elles Voskes
Elles Voskes, née le 3 août 1964 à Amsterdam, est une nageuse néerlandaise.

## Biographie
Elles Voskes participe aux Jeux olympiques d'été de 1984 à Los Angeles ; elle est médaillée d'argent sur 4 × 100 mètres nage libre avec Conny van Bentum, Annemarie Verstappen et Desi Reijers.

## Palmarès

### Championnats d'Europe
- Championnats d'Europe 1983 à Rome (Italie) :
  -  Médaille d'argent du relais 4 × 100 m nage libre.